# 馬冕
馬冕（1481年—？），字文中，號瑞峰，直隸河間府肅寧縣人，民籍，明朝政治人物。

## 生平
正德八年（1513年）癸酉科順天府鄉試第一百十一名舉人。正德十二年（1517年）中式丁丑科會試第二百七十四名，登第三甲第六十名進士。兵部观政，初授山东临淄县知县。升吏部主事，升员外郎，卒于官。

## 家族
曾祖馬麟，曾任戶部郎中；祖父馬繼；父馬雲，母張氏。永感下。兄昂、顯、杲、旻。